# Bergmanns Berberitze
Bergmanns Berberitze (Berberis bergmanniae) ist eine Pflanzenart aus der Gattung der Berberitzen (Berberis) innerhalb der Familie der Berberitzengewächse (Berberidaceae).

## Beschreibung

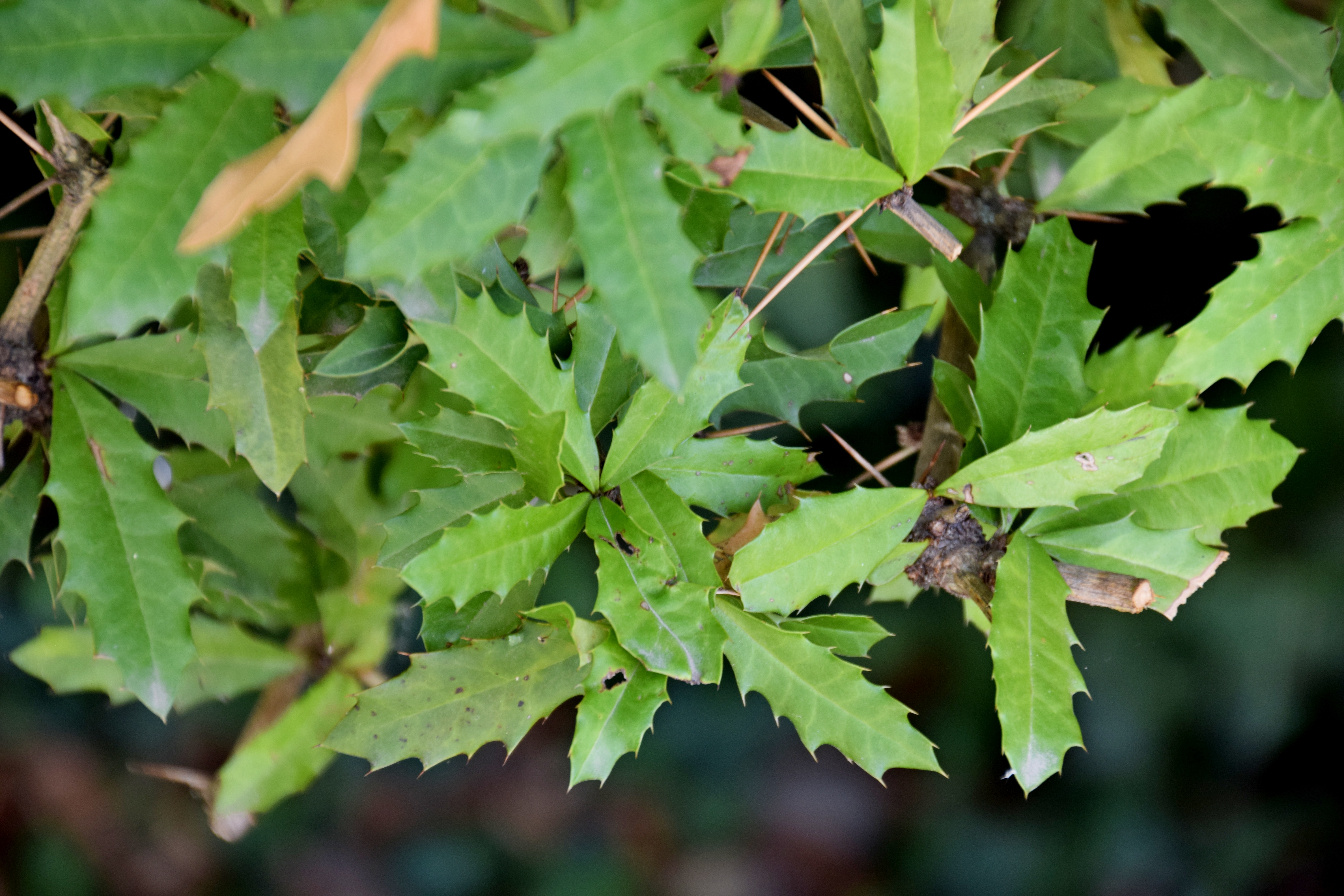
Zweige mit Laubblättern und Dornen

Die Pflanzenteile sind giftig.

### Vegetative Merkmale
Bergmanns Berberitze ist ein immergrüner, dichtbuschiger Strauch, der Wuchshöhen von bis zu 2 Metern erreichen kann. Die Rinde der kantigen Zweige ist grau-gelb und kahl. Die Dornen sind dreiteilig und bis zu 2,5 Zentimeter lang.
Die Laubblätter sind in Blattstiel und -spreite gegliedert. Der Blattstiel ist relativ kurz. Die einfache, dickledrige Blattspreite ist bei einer Länge von bis 7 Zentimetern elliptisch mit spitz und stachelspitzigem oberen Ende. Der Blattrand ist stachelspitzig gesägt bis gezähnt. Die Blattoberseite ist leicht glänzend und die -unterseite stark glänzenden sowie heller gefärbt. Die Blattadern sind undeutlich ausgeprägt.

### Generative Merkmale
Die Blütezeit liegt im Mai. 8 bis 20 gestielte Blüten sind in dichten Büscheln angeordnet. Die zwittrigen Blüten sind gelb mit doppelter Blütenhülle.
Die bei einer Länge von bis 9 Millimetern verkehrt-eiförmigen Beeren enthalten nur ein oder zwei Samen. Die Beeren mit der Narbe am oberen Ende sind bläulich und „bereift“. 

## Systematik und Verbreitung
Die Erstbeschreibung von Berberis bergmanniae erfolgte 1913 durch Camillo Karl Schneider in Plantae Wilsonianae, Volume 1, S. 362. Schneider benannte Berberis bergmanniae nach seiner Frau Marie Bergmann aus Wien.
Durch Schneider wurden 1913 zwei Varietäten in der zentralchinesischen Provinz Sichuan erstbeschrieben:
- Berberis bergmanniae C.K.Schneid. var. bergmanniae: Sie gedeiht im Dickicht und in Wäldern in Höhenlagen von 1200 bis 2000 Metern in Sichuan.[2]
- Berberis bergmanniae var. acanthophylla C.K.Schneid.: Sie gedeiht im Dickicht und an sonnigen Hängen in Höhenlagen von 2000 bis 2500 Metern in Sichuan.[2]

## Verwendung
Diese Art und ihre Sorten werden als Zierstrauch in Gärten und Parks verwendet.